# Chiesa di San Pietro (Balconevisi)
La chiesa di San Pietro è situata a Balconevisi nel comune di San Miniato, in provincia di Pisa, diocesi di San Miniato.

## Storia e descrizione
Fu eretta nel tardo Ottocento dall'architetto Giulio Bernardini che si ispirò al Duomo di San Miniato. Sostituiva l'antica chiesa di San Pietro di cui oggi vediamo i resti, costruita nel 1520 "in luogo vicino alla diruta chiesa di san Pietro" e consacrata nel 1542 con dedicazione oltre che a san Pietro a san Jacopo, fra quelle che dipendevano dalla Pieve di San Giovanni Battista a Corazzano.
Il suggestivo rudere, di cui si può ancora apprezzare il paramento murario originale a conci di pietra, reca all'interno tracce di decorazioni tardo-cinquecentesche costituite dalle impronte degli affreschi strappati dall'altar maggiore negli anni '60 del XX secolo, e una bella mostra d'altare di linea "rocaille"; la Crocifissione e un Cristo deposto sono esposti al Museo diocesano. Accanto alla chiesa è il campanile neogotico costruito nel 1888 interamente in mattoni.

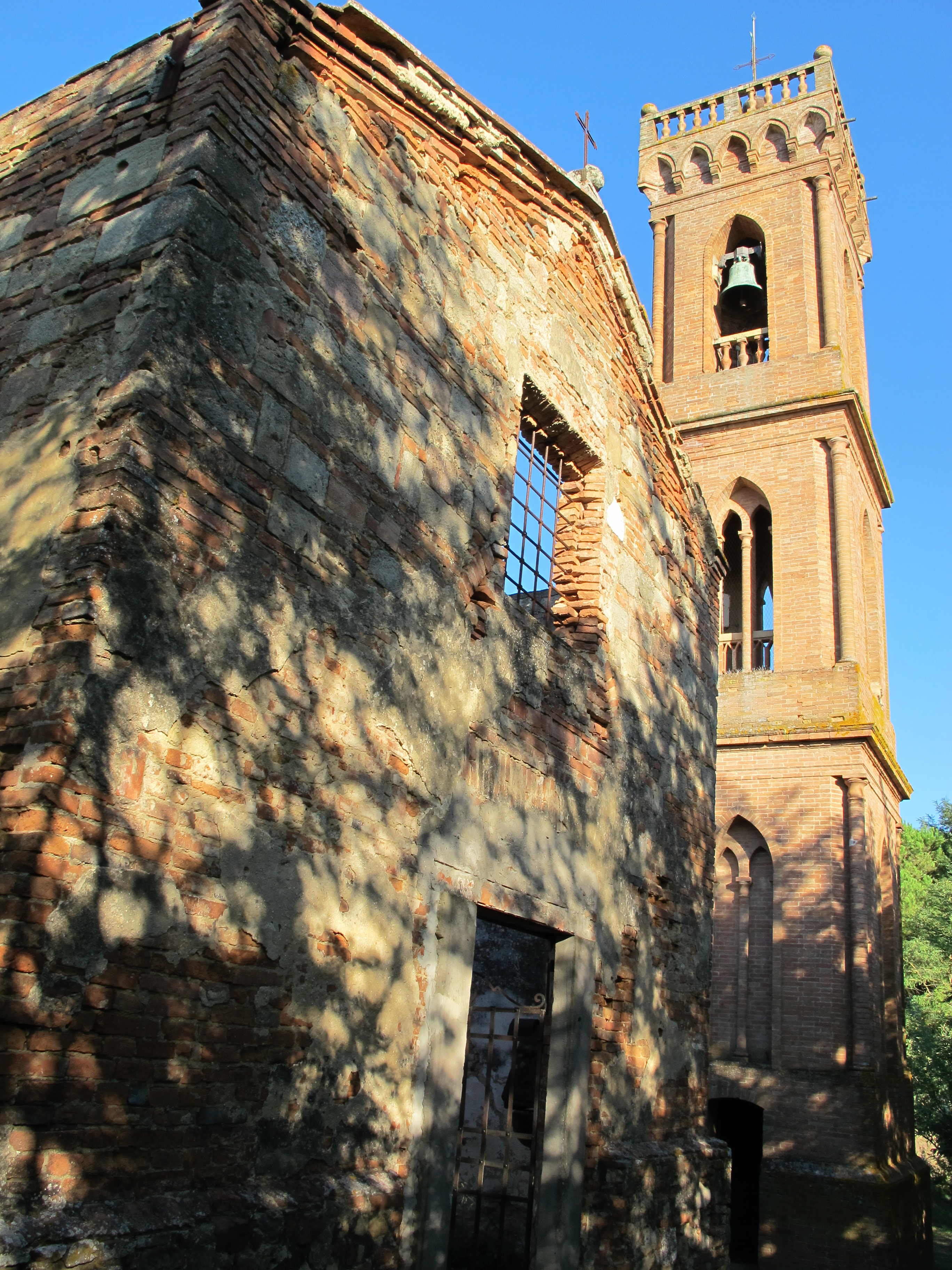
La vecchia chiesa di San Pietro